# كلارك أ. موردوك
كلارك أ. موردوك (بالإنجليزية: Clark A. Murdock)‏ هو عالم سياسة أمريكي، ولد في عقد 1940.